# O Natal do Burrinho
O Natal do Burrinho é um filme de animação brasileiro de 1984, dirigido por Otto Guerra. Ganhou o prêmio de melhor curta gaúcho na Mostra Paralela de filmes gaúchos no Festival de Gramado, em 1984. Foi o primeiro curta-metragem de Otto Guerra.